# Trang điểm vùng mu

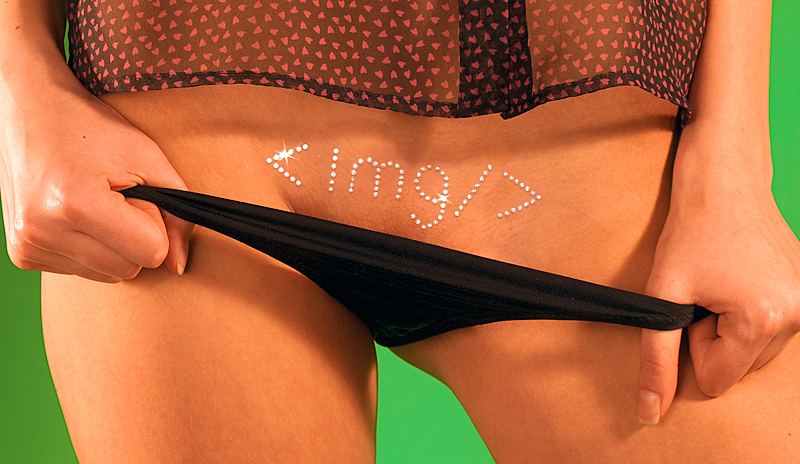
Một vajazzle về HTML

Vajazzle, vagazzle hay glitter pubes (tạm gọi là Trang điểm vùng mu) là một hình thức trang trí cơ quan sinh dục bằng đồ trang trí pha lê dạng hạt trên phần mu của phụ nữ. Quá trình trang trí này được gọi là vajazzling, một từ ghép của "vajayjay" (hay vagina) và "bedazzle".

## Hiện tượng
Nguồn gốc của hiện tượng Vajazzle được xem là bắt đầu từ những năm 1990. Hiện tượng này được phổ biến từ nữ diễn viên Jennifer Love Hewitt, cô đã dành một chương trong cuốn sách The Day I Shot Cupid của cô để nói về vajazzling. Trong một cuộc phỏng vấn quảng cáo trên Lopez Tonight vào năm 2010, cô khuyến khích các nữ khán giả của mình trang điểm phần mu của họ ("to vajazzle their vajayjays").
Tại Vương quốc Anh, khái niệm này được phổ biến khi người đẹp Amy Childs xuất hiện trong chương trình truyền hình The Only Way Is Essex vào năm 2010. Thông qua chương trình này, Vajazzle trở nên lan rộng và ảnh hưởng.
Đến năm 2011, một trang web xếp hạng trên Internet về vajazzling có tên là Rate My Vajazzle đã được thành lập. Trong một bộ ảnh năm 2017, người mẫu Đan Mạch Nina Agdal không mặc gì ngoài một Vajazzle trên cơ thể.

## Mô tả
Đầu tiên lông mu cần phải được tẩy sạch sẽ, bước tiếp theo là rửa sạch, có thể dùng cồn để rửa, rồi lau khô. Bóc miếng dán có các hạt trang trí áp lên da, ấn mạnh, giữ chặt một lúc rồi từ lột lớp dán trong suốt bên trên ra. Các loại hạt dùng trang trí là hạt rhinestone khác nhau được sử dụng để trang trí, khách hàng được tùy chọn các kiểu hạt rhinestone và cách thức trang trí của chúng. Loại được dùng nhiều là hạt hình xăm pha lê Swarovski, một sản phẩm có từ 2003 nhưng đã mau chóng được áp dụng để trang điểm vùng mu. Các điểm kinh doanh thẩm mỹ loại hình này thu phí trung bình từ 18 đến 50 đô la, tại một cơ sở spa Complete Bare ở Thành phố New York giá dịch vụ này là 115 đô la và mất 45 phút để hoàn thành. Cơ sở The Waxing Studio thì có các hình trang trí phổ biến là ngôi sao, con bướm và trái tim. Việc dán lên vùng mu tốt nhất là trong tình trạng đã tẩy sạch lông.
Trang điểm vùng mu không mang đến khoái cảm tình dục, chỉ đơn thuần là làm đẹp và mang đến tự tin cho phụ nữ. VaJazzling được xem là thú vị để thực hiện vào những dịp đặc biệt như sinh nhật, ngày kỷ niệm, đám cưới, tuần trăng mật, du lịch hoặc chỉ muốn tạo bất ngờ cho người bạn tình.

### Nguy cơ sức khỏe
Vajazzling có thể tăng nguy cơ nhiễm trùng nếu không được vệ sinh đúng cách. Theo một nghiên cứu của Đại học California, hằng năm ở Mỹ có khoảng 16.000 bệnh nhân được đưa vào bệnh viện với các vết thương ở bộ phận sinh dục, trong đó gồm nhóm nữ bệnh nhân. Số nữ bệnh nhân nhập viện do vết thương từ việc tẩy lông sinh dục ở Mỹ đã tăng gấp 5 lần từ 2002 đến 2010, trong đó có nguyên nhân tẩy lông để trang điểm vùng mu. Bác sĩ phụ khoa Kate White đã nêu ra những rủi ro sức khỏe của việc tẩy lông, do da vốn dễ nhiễm trùng sau khi vừa tẩy lông, sử dụng bất kỳ vật trang trí nào (như tinh thể pha lê) sẽ làm trầm trọng thêm rủi ro này. TIME dẫn lời Tiến sĩ Suzanne Merrill-Nach, một bác sĩ sản phụ khoa ở San Diego, cho biết sau khi tẩy lông cần một hoặc hai ngày để phục hồi, da lành lại và đảm bảo rằng không có bất kỳ dấu hiệu nhiễm trùng nào trước khi bạn dán keo vật trang trí lên đó.